# Оленченко, Вера Михайловна
Вера Михайловна Оленченко (род. 21 марта 1959) — советская и российская легкоатлетка, специалистка по прыжкам в длину. Выступала на всесоюзном и всероссийском уровнях в 1980-х и 1990-х годах, многократная призёрка первенств национального значения, участница чемпионата мира в помещении в Париже. Представляла Узбекскую ССР и Ростовскую область. Мастер спорта международного класса. Ныне — тренер по лёгкой атлетике.

## Биография
Вера Оленченко родилась 21 марта 1959 года.
Впервые заявила о себе в лёгкой атлетике на взрослом всесоюзном уровне в 1983 году, когда в составе сборной Узбекской ССР выиграла бронзовую медаль в эстафете 4 × 100 метров на чемпионате страны в рамках VIII летней Спартакиады народов СССР в Москве.
В 1984 году в той же дисциплине стала серебряной призёркой на чемпионате СССР в Донецке.
В 1985 году на соревнованиях в Баку установила личный рекорд в прыжках в длину — 6,92 метра. Несмотря на достаточно высокие результаты, из-за слишком большой конкуренции в советское время Оленченко так и не смогла выйти на международный уровень, оставаясь в тени таких титулованных спортсменок как Татьяна Колпакова, Галина Чистякова, Татьяна Скачко, Елена Белевская, Татьяна Родионова, Ниёле Медведева, Ирина Валюкевич и Лариса Бережная.
В январе 1990 года на зимнем всесоюзном первенстве в Волгограде прыгнула на 6,82 метра, установив тем самым рекорд Узбекистана в помещении, который до сих пор остаётся непобитым.
После распада Советского Союза выступала за российскую национальную сборную и представляла Ростовскую область. Так, в 1997 году на зимнем чемпионате России в Волгограде стала серебряной призёркой в прыжках в длину, уступив только Нине Переведенцевой из Татарстана, тогда как на последовавшем чемпионате мира в помещении в Париже показала результат 6,15 метра и не смогла преодолеть предварительный квалификационный этап. На летнем чемпионате России в Туле взяла бронзу.
В 1996—2000 годах Вера Оленченко являлась обладательницей мирового рекорда среди спортсменок старше 35 лет (6,90), в 2000—2008 годах обладала мировым рекордом среди спортсменок старше 40 лет (6,41).
Впоследствии работала тренером по лёгкой атлетике в Детско-юношеской спортивной школе № 1 в Ростове-на-Дону.